# Kay Lyra
Kay Lyra (Rio de Janeiro, 1971) é uma cantora, compositora e violinista brasileira. Filha da atriz e escritora Kate Lyra e do compositor Carlos Lyra.

## Carreira
Kay Lyra iniciou sua carreira artística no começo dos anos 1990, na Alemanha, onde aprendeu canto-lírico e participou de musicais e de Jazz e Bossa Nova.
Ela e o marido se apresentam em espetáculos em formato "voz e violão", interpretando grandes obras da Bossa Nova brasileira, compostas por Carlos Lyra, Tom Jobim, Vinicius de Moraes, Marcos Valle, e outros. Além disso, durante suas apresentações, Kay e Maurício contam algumas histórias da bossa nova e dos ícones com quem conviveram. E próximo ao final do show, costumam atender aos pedidos da plateia.

## Vida pessoal
É casada com o músico Maurício Maestro. Sobre o casamento com um amigo de seu pai, Kay comenta: "foi a a bossa nova que nos uniu".
Casaram na catedral de St. Patrick, em Nova Iorque.

## Discografia
- (2007) Kandagawa[8]
- (2005) Influência do Jazz
- (?) Just a silly game